# Sitticus inopinabilis
Sitticus inopinabilis là một loài nhện trong họ Salticidae.
Loài này thuộc chi Sitticus. Sitticus inopinabilis được Dmitri Viktorovich Logunov miêu tả năm 1992.